# Devin Nunes
Devin Gerald Nunes (Tulare, 1º ottobre 1973) è un politico statunitense, membro della Camera dei Rappresentanti per lo stato della California dal 2003 al 2022.

## Biografia
Nato in California in una famiglia di origini portoghesi, Nunes intraprese da giovane la strada della politica aderendo al Partito Repubblicano. Per un breve periodo lavorò per il Dipartimento dell'Agricoltura. Nel 2002 si candidò alla Camera dei Rappresentanti e riuscì ad essere eletto; da allora venne sempre riconfermato con alte percentuali di voto.
Nunes, che si configura come repubblicano conservatore, ha criticato in varie occasioni la senatrice del suo Stato Dianne Feinstein e l'amministrazione Obama. Nel gennaio 2021 il presidente Trump conferisce al rappresentante Nunes la Medaglia presidenziale della libertà. Nel dicembre 2021 annuncia le sue dimissioni dal Congresso, diventate effettive il 1º gennaio del 2022, per diventare CEO della Trump Media & Technology Group.

## Vita privata
La famiglia Nunes è di origine portoghese, immigrata dalle Azzorre in California all'inizio del XX secolo. Nunes ha scritto una prefazione al romanzo del 1951 Home Is An Island dell'autore portoghese-americano Alfred Lewis per l'edizione 2012 di Tagus Press, un'impronta del Centro per la cultura e gli studi portoghesi dell'Università del Massachusetts a Dartmouth.
Nunes ha sposato Elizabeth Nunes (nata Tamariz), un'insegnante di scuola elementare, nel 2003. La coppia ha tre figlie. Nunes è cattolico praticante e partecipa alla messa a Tulare. Il suo patrimonio netto stimato ammonta a $ 340.000 (€ 280.000).